# 9576 ван дер Вейден
9576 ван дер Вейден (9576 van der Weyden) — астероїд головного поясу, відкритий 4 лютого 1989 року.
Тіссеранів параметр щодо Юпітера — 3,206.
Названо на честь Рогіра ван дер Вейдена (нід. Rogier van der Weyden,справжнє ім'я Рожьє де ла Пастюр (Roger de la Pasture) 1399/1400 — 1464) — відомого нідерландського художника I-ї половини 15 століття, французького походження.